# Peloropeodes falco
Peloropeodes falco är en tvåvingeart som först beskrevs av Aldrich 1896.  Peloropeodes falco ingår i släktet Peloropeodes och familjen styltflugor. Inga underarter finns listade i Catalogue of Life.